# Аревахач
Аревахач (арм. արևախաչ, солнечный крест), также известный как армянский знак вечности (арм. հավերժության հայկական նշան) ( юникод «֎֍») — древний символ армянской национальной идентичности. Имеет вид круглого, вихревого, винтообразного круга, похожего на солнце. Один из древнейших символов в армянской культуре.
В зависимости от количества элементов армянский знак вечности называется соответственно шестикрылым или восьмикрылым.
Крест в круге, а также щит, встречающийся на хачкарах обозначает замкнутый цикл бытия (жизнь — смерть — возрождение). Встречается на армянских христианских памятниках с V века, потом этот знак перешёл и на хачкары. К VIII веку об использовании символа вечности в армянской архитектуре можно уже говорить как о давно устоявшей иконографической практике, причем символ сохранил свое значение с раннего средневековья до наших дней.
Составляет элементы символики на хачкарах, монастырей и других архитектурных памятников. Круг, как и вращающиеся линии, символизировали совершенство. Архитекторы таким образом выражали концепцию вечной, небесной жизни.

Часто используется в государственной символике, а также в символиках неправительственных организаций.
В 2012 году консорциум Юникода, совместно с организацией ISO, официально добавили в блок «Армянское письмо» левосторонний и правосторонний знаки вечности под названием «Armenian Eternity sign», тем самым впервые произведя оцифровку данного символа.
- Церкви
- Церковь Святой Рипсиме, Вагаршапат (VII век)
- Знак вечности на куполе церкви Маштоц Айрапет (XII век)
- Пятиарочный знак вечности на соборе Пресвятой Богородицы монастыря Аричаванк близ Артика (XIII век)
- Макараванк (X век)
- Ошкванк (X век)
- Гандзасарский монастырь (XIII век)
- Монастырь Гегард (XIII век)
- Сагмосаванк (XIII век)
- Монастырь Тегеняц (XI век)

- Статуи и скульптуры
- Современный хачкар в Ереване
- Хачкар в память о жертвах землетрясения 1988 года в Армении
- Хачкар в Ангегакоте (XV-XVI века)
- Хачкар из Старой Джуги (XVI век)
- Современный хачкар в Ватиканском саду
- Памятник, посвященный принятию христианства в качестве государственной религии в Армении
- Кладбище погибших в Карабахской войне, Сисиан
- Памятник армянскому алфавиту
- Мемориальная доска у входа в музей Ованеса Туманяна, Дсех
- Табличка, указывающая, что площадь у входа в Ахпатский монастырь была названа в честь Саят-Нова в 2010 году
- "Возрожденная Армения"